# الحرف (النادرة)

تعديل مصدري - تعديل

الحرف هي إحدى قرى عزلة شخب بمديرية النادرة التابعة لمحافظة إب، بلغ تعداد سكانها 289 نسمة حسب تعداد اليمن لعام 2004.